# Viby, Sigtuna kommun

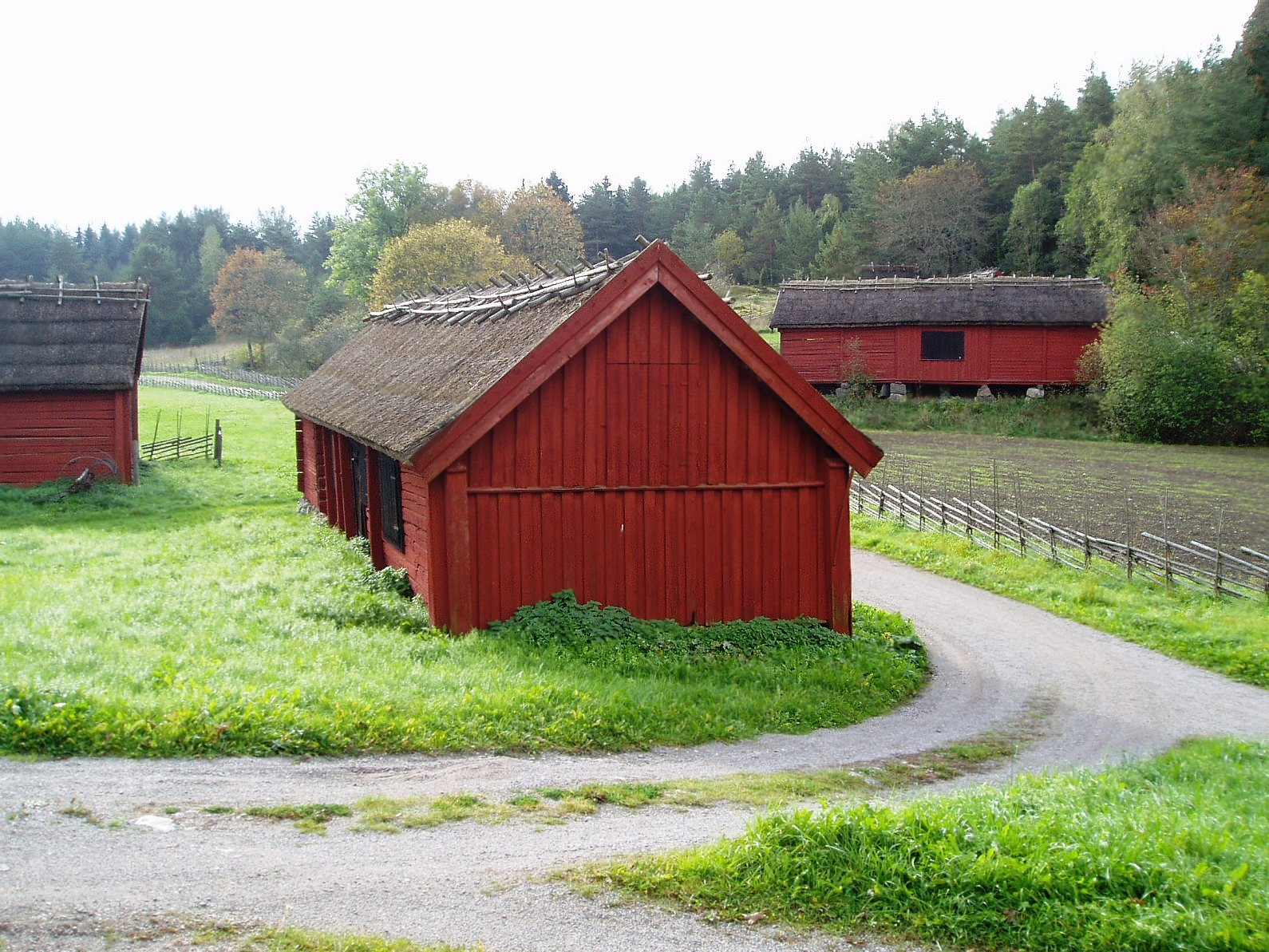
Viby

Viby är en oskiftad så kallad klungby i Sankt Olofs socken, Sigtuna kommun, som var by under Venngarns slott. En klungby är ofta ett stort antal gårdar som ligger oregelbundet placerade, husen ligger spridda utan någon egentlig ordning. Denna ålderdomliga by i Mälardalen ligger vid Garnsviken mellan Sigtuna stad och Venngarns slott.
Hela Viby ägdes av adelsmannen på Venngarn och de som bodde här på 1700- och 1800-talen var inte fria bönder utan dagsverkstorpare. För Venngarns del betydde det att dagsverkstorparna fick bo i byn mot att de utförde olika arbeten åt adelsmannen. Torparna arbetade halva veckan på herresätet Venngarn och resten av tiden arbetade de på de egna tegarna.
I Viby by är samtliga byggnader bevarade. Bostadshusen är knuttimrade så kallade enkelstugor och sidokammarstugor med ett stort kök, kammare och förstuga och alla torp har jordkällare med stengrund. Till de största torpen hör även vagnslider, fähus, foderlada, loge, svinhus, stall och bodar. Stugorna och uthusen täcks av vasstak. Bygata och tomter inhägnas med trägärdesgårdar.
I backarna bakom den norra gården på Viby kan man än idag se rester av klostermurar i natursten. Men innan klostret var färdigbyggt övergav munkarna Viby. På 1500- och 1600-talen fanns det tre gårdar här. Undan för undan delades gårdarna upp i åtta torp.

## Sveriges äldsta skriftliga dokument
Brevet, som inte bara har ärkebiskopens sigill, utan även kung Karl Sverkerssons sigill, är det äldsta bevarade pergamentsbrevet från Sverige och det är första gången kung Karl Sverkersson omnämns som både svearnas och götarnas konung. Stefan, Sveriges förste ärkebiskop, var cisterciensermunk från Alvastra.

### Viby kloster byggdes troligen aldrig
På kartor är Viby också utsatt som en plats för ett kloster. I byn anlades på 1160-talet ett cistercienserkloster. Viby och cistercienserklostret omtalas i Sveriges äldsta originalhandskrift. Det berömda Vibybrevet som är skrivet på latin är från cirka 1167 och finns i original på Riksarkivet i Stockholm. Brevet är skrivet av kung Knut och bevittnad av stormännen i hans omgivning och tre domprostar och fastslår munkarnas jordinnehav i Viby. Bakgrunden är att stormansänkan, en kvinna som heter Doter, testamenterade (skänkte bort) Viby by (på latin Wigbui, ibland  Wicbu eller Wiby) till cistercienserorden, men hennes son Gere motsatte sig detta. 20 år senare löstes konflikten genom att kungen skrev ett nytt brev som bekräftade ett jordbyte mellan kungen och cisterciensermunkarna, där munkarna fick kungens Säby gård vid Hjälmaren. Vittnen till bytet var ärkebiskop Stefan, Birger jarl (ej Stockholms Birger Jarl), Peter ”trogill”, Ingevald, Kol från ”sco” och Joar Edvardsson". Ärkebiskop Stefan, som var svenska kyrkans äldste ärkebiskop, lät därför utfärda ett skyddsbrev för munkarna så att de skulle få ha sin egendom i fred.

### Rester av klostermurarna
I backarna bakom den norra gården på Viby kan man än idag se rester av klostermurarna i natursten. Det är inte troligt att det någonsin byggdes något kloster här och inte heller att den kyrka man hittat spår efter har blivit färdigbyggd. Innan klostret var färdigbyggt övergav munkarna Viby. Att munkarna övergav Viby lär ha berott på att de erbjöds större fiskevatten, nämligen sjön Hjälmaren, som hade gös, abborre, sik, lake, ål och goda kräftor. Munkarna bosatte sig då kring år 1180 vid Säby gård och byggde Julita kloster, även kallat Saba kloster, i Södermanland mellan Hjälmaren och Öljaren och där blev cistercienserorden kvar till dess att klostren upplöstes efter reformationsbeslutet 1527. Kungen upplät således Säby (på latin Saba), med tillhörande fiskevatten och skog mot att cistercienserorden avstod Viby med därtill hörande gods.  Under reformationen drogs således Viby by in till kronan, och kom att läggas under Venngarns slott. Under tidig medeltid var det en europeisk tradition att herremän gav jordgåvor till kyrkan. Därför kom cisterciensermunkar till Garnsviken på inbjudan av herren till Venngarn. Venngarns slott låg ursprungligen vid Garnsviken, innan landhöjningen avlägsnade vattnet med en kilometer.

### Tidigare okänd kyrka
I Viby by genomfördes på 1990-talet en arkeologisk undersökning, men då påträffades inte något kloster. Däremot påträffades grunden till en tidigare helt okänd äldre stenkyrka. I kyrkan hade en kvinna begravts, hon kan möjligen vara den person som skänkte marken och bekostade kyrkobygget.

## Bilder på sigill

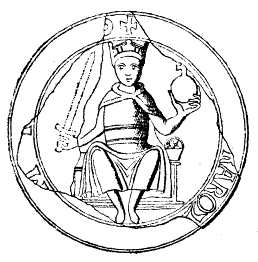
Kung Karl Sverkerssons sigill från 1165.
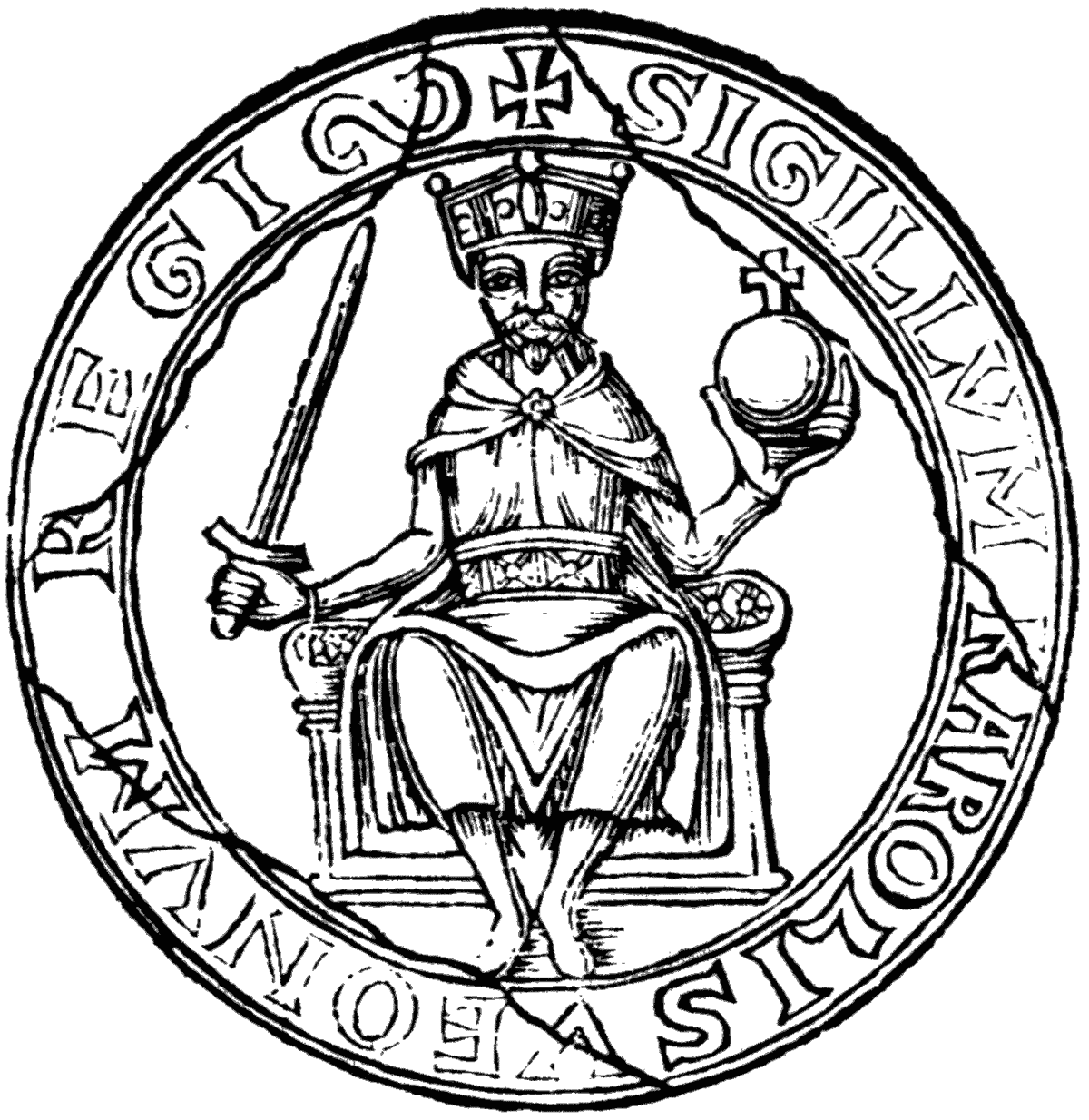
Kung Karl Sverkerssons sigill från 1165, en variant.
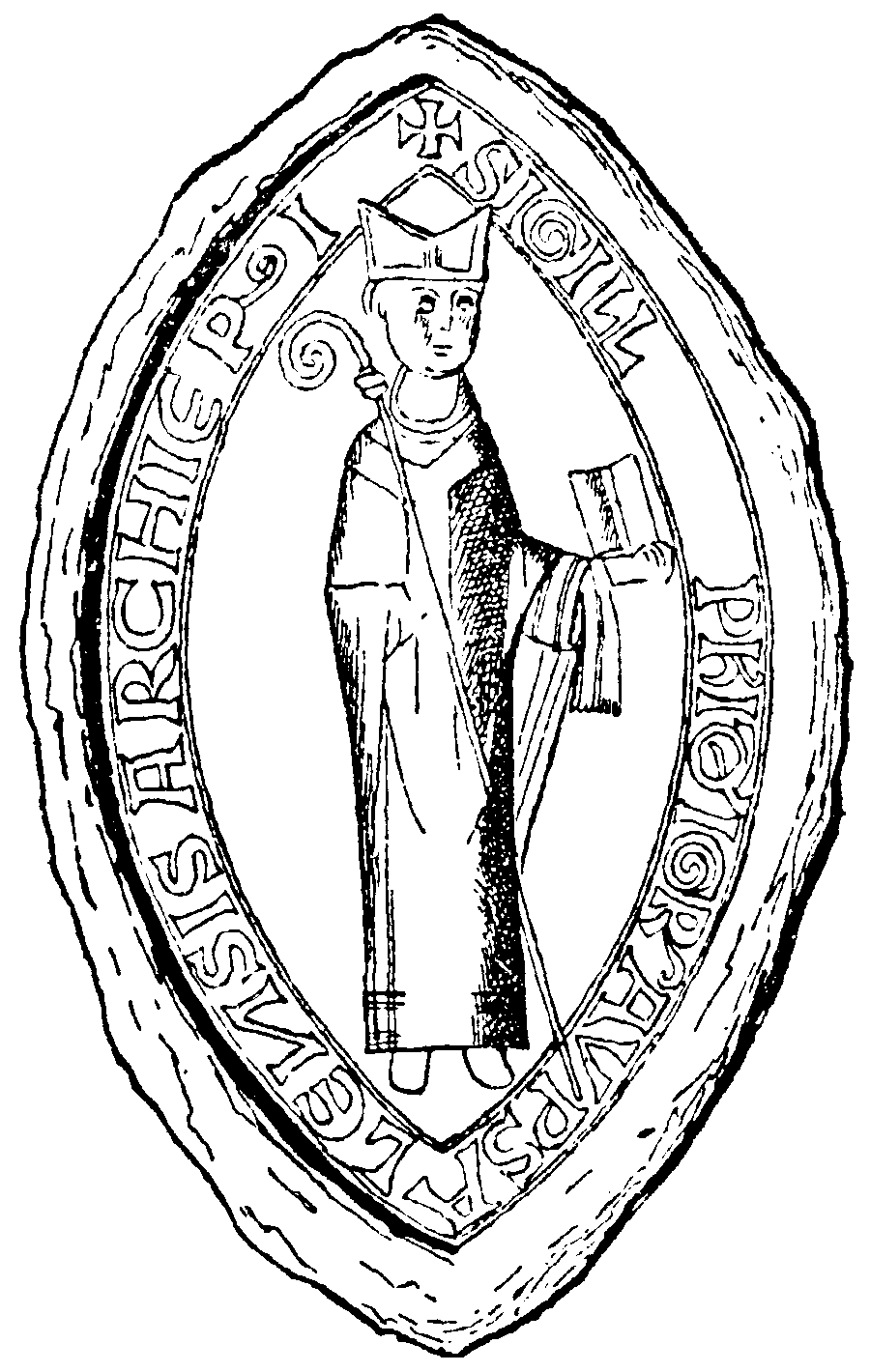
Ärkebiskop Stefans sigill på det äldsta bevarade pergamentsbrevet, som finns i Sverige.

## Miljön i Viby by är unik
Från Venngarns slott går en väg på ungefär en och en halv kilometer norrut förbi åker, hage och skog fram till Viby by. Fram till att Venngarn blev anstalt 1916, och kom i statlig ägo, hade bönderna dagsverksskyldighet under slottet. Under 1500- och 1600-talet bestod Viby av tre gårdar. 1727 hade gårdarna delats upp till sex hemman. I slutet av 1700-talet bestod Viby av åtta gårdar och 1807 upptar jordeboken dessa åtta gårdar, som ännu finns kvar. Under 1800-talets slut minskade jordbruksenheterna åter, 1920 fanns här endast fem jordbrukare, och under 1930-talet minskade dessa till två. Det sista jordbruket upphörde på 1970-talet. Gårdarna kom dock att bli kvar som torp. Eftersom Viby låg under Venngarn, som då var i statlig ägo, och endast bestod av torp så genomfördes aldrig laga skiftet här och därför kom torpen att ligga kvar på bytomten. Torpen blev såldes aldrig skiftade och de gick inte heller i arv. Än idag står byn kvar så. Byn visar således en obruten byggtradition sedan 1700-talet. I Sverige var laga skifte en jordreformsförordning som beslutades år 1827 och principerna i denna skiftesstadga gällde till 1928. Även sedan laga skifte hade genomförts efter riksdagsbeslutet 1827 följde livet i byn ålderdomliga mönster. I Viby har det till exempel aldrig funnits anlagda trädgårdar. För de flesta byar innebar laga skiftet en splittring av den gamla gemenskapen. Jordreformerna innebar att bondens tidigare utspridda ägor sammanfördes så att han fick en mer sammanhängande yta att odla på och han tvingandes flytta ut till dessa från bygatan. Miljön i denna klungby är unik, här finns gärdesgårdar och faluröda längor i liggtimmer längs stigarna.

## Byggnadsminnesmärke sedan 1940
Viby by tillhör det nationella kulturarvet och det vårdas och förvaltas av Statens fastighetsverk (SFV). Byn är statligt byggnadsminne sedan 1940 för att bibehålla byns karaktär. Byggnadsminnet innebär statligt skydd och gäller samtliga byggnader i Viby. Det innebär att inga förändringar får göras utan riksantikvariens tillstånd. Byggnaderna i Viby är ett typiskt exempel på hu en by i östra Mälardalen och södra delarna av Roslagen var uppbyggd fram till mitten av 1800-talet. Husen förvaltas av Sigtuna kommun och de rustades i början av 1970-talet. Varje sommar slås vallarna av kommunen och de ser även till att husen är bebodda och att uthusen får nya vasstak vid behov.

## Bildgalleri

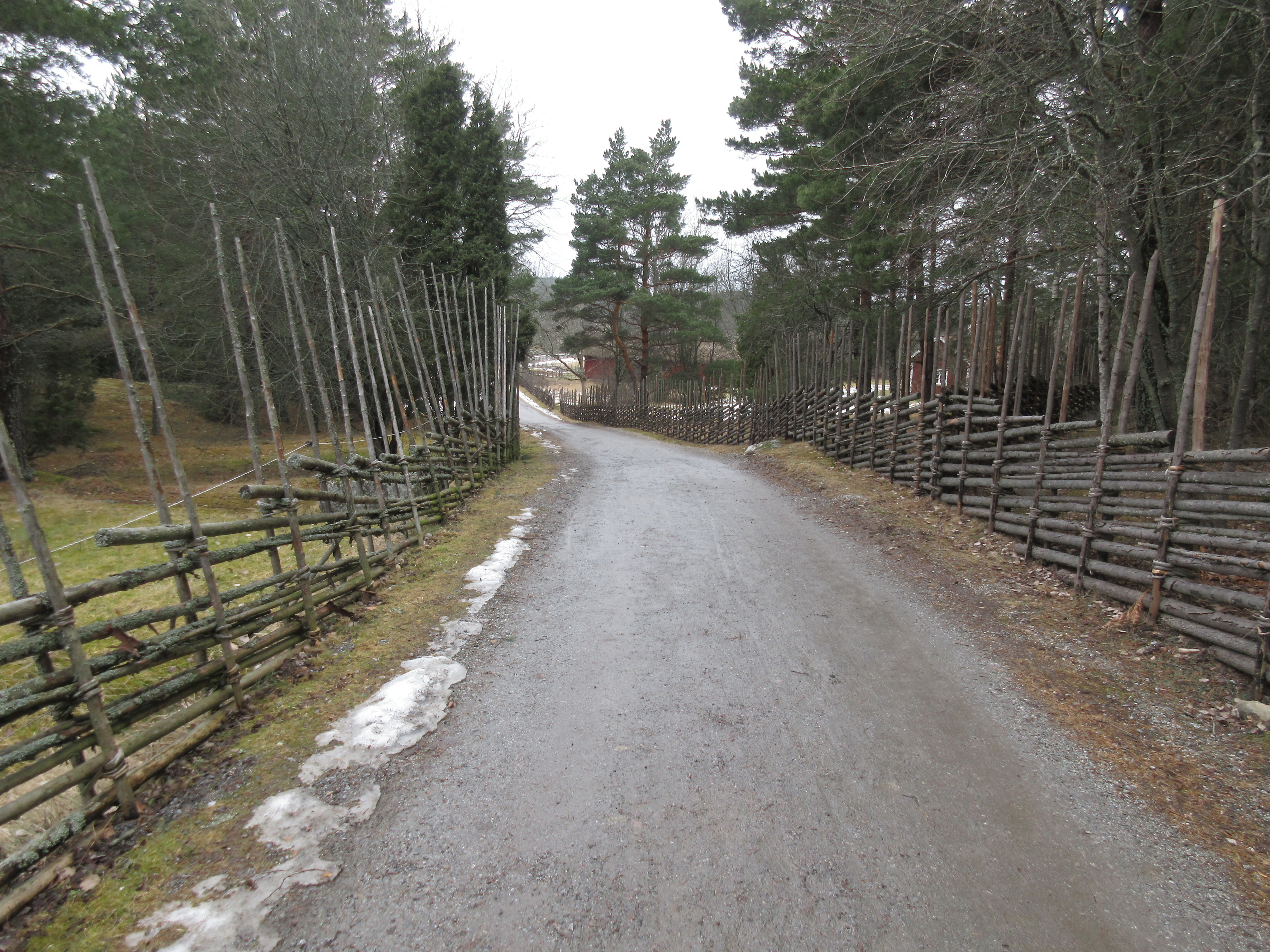
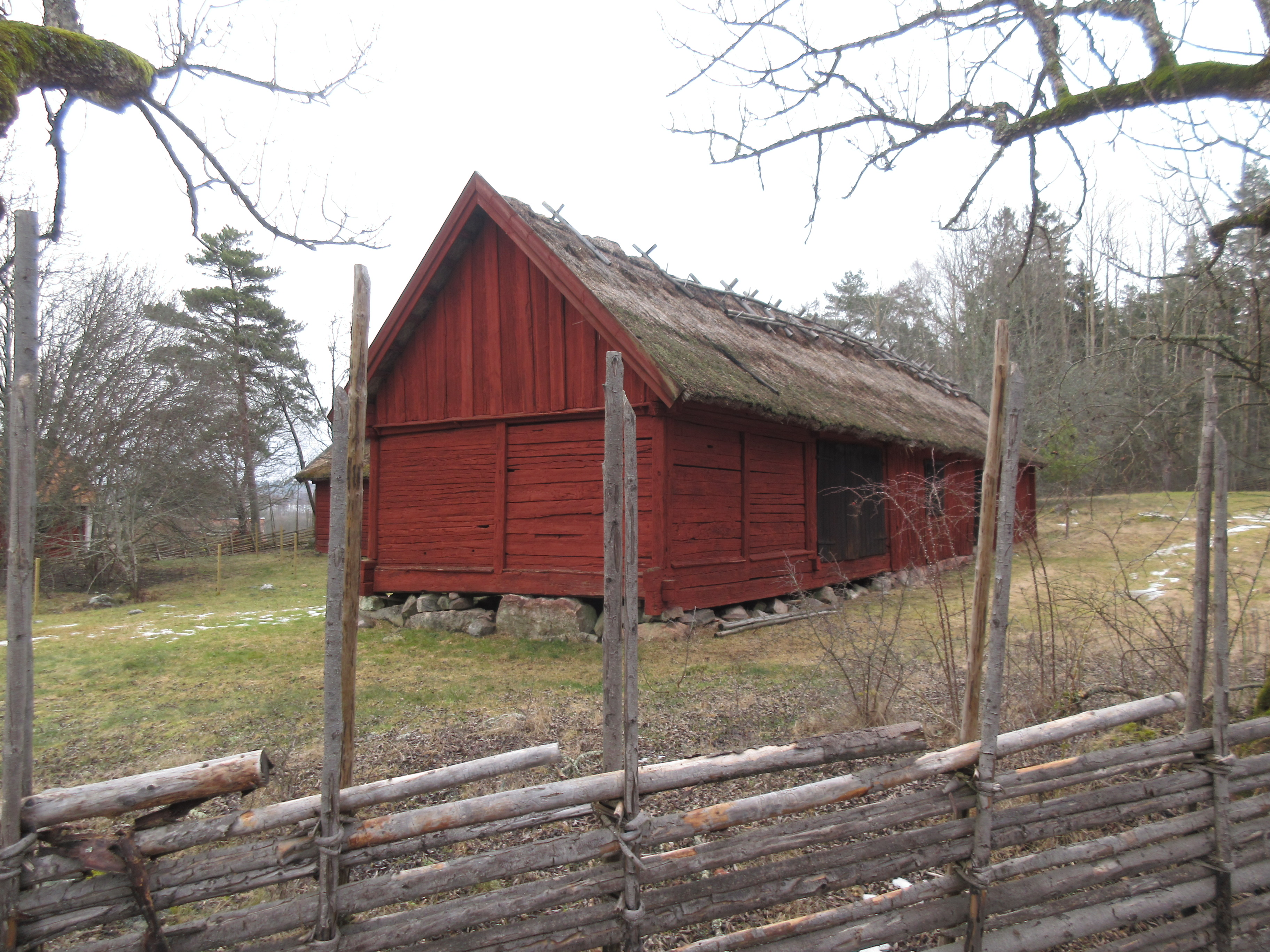
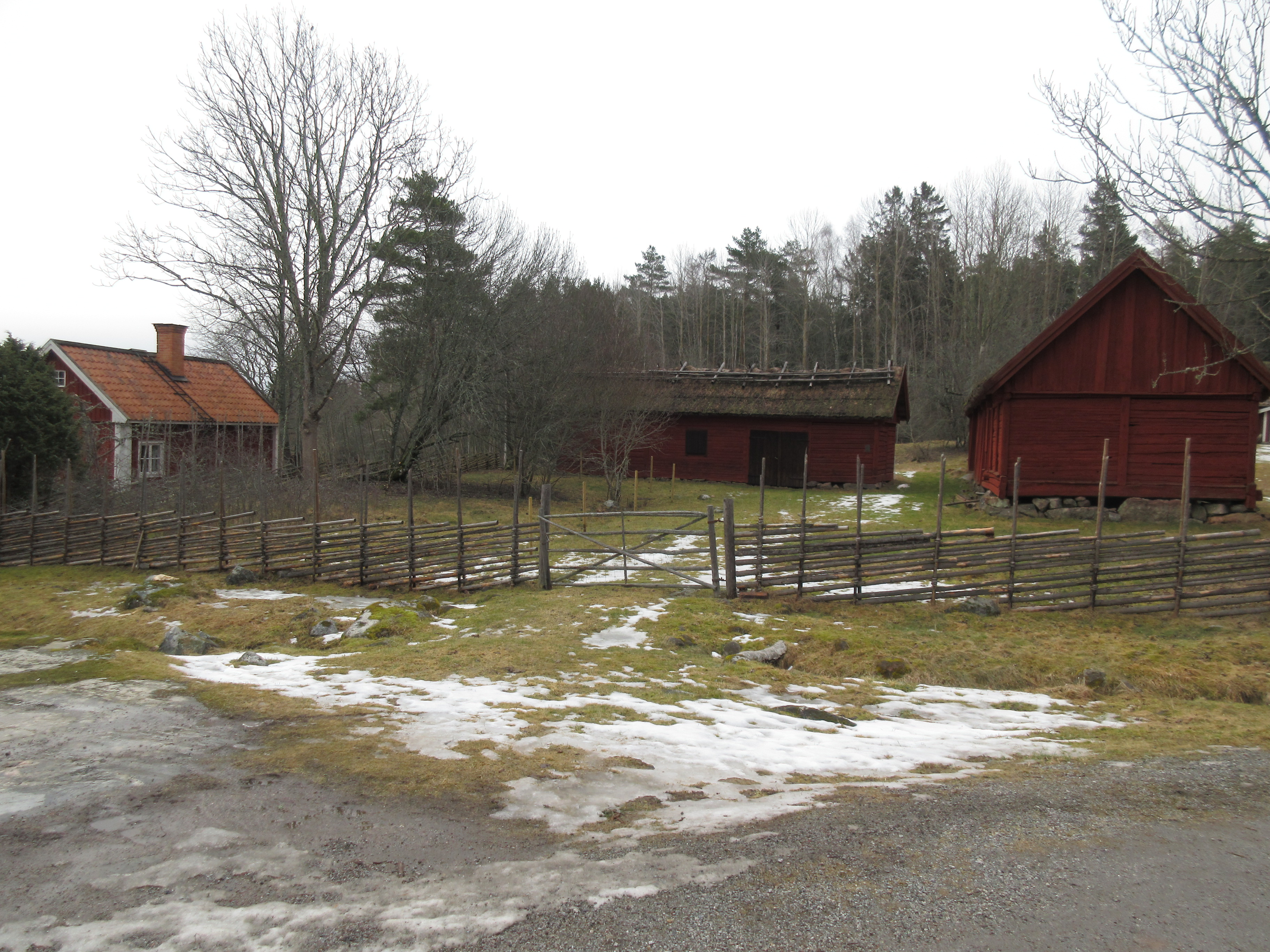
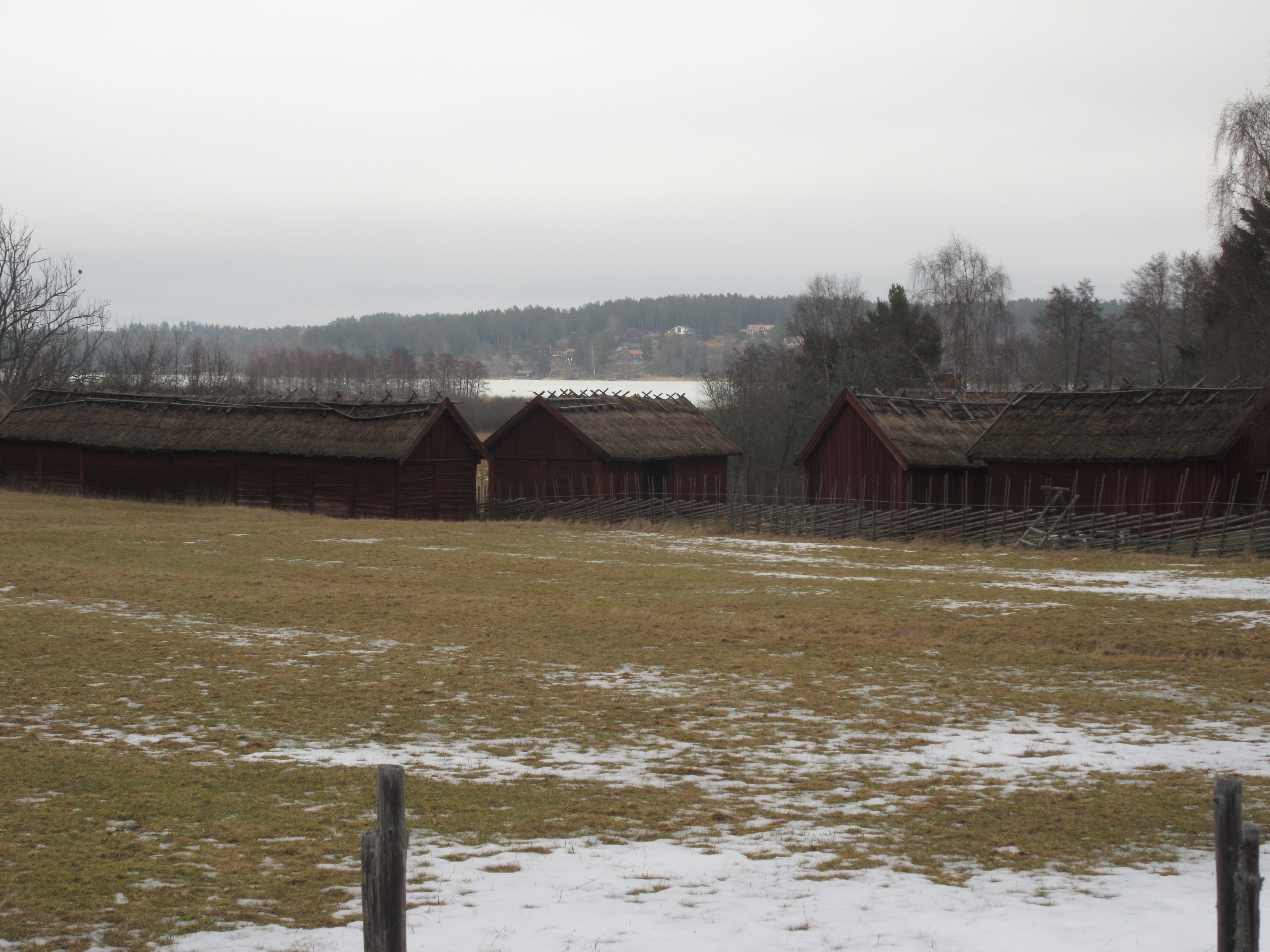
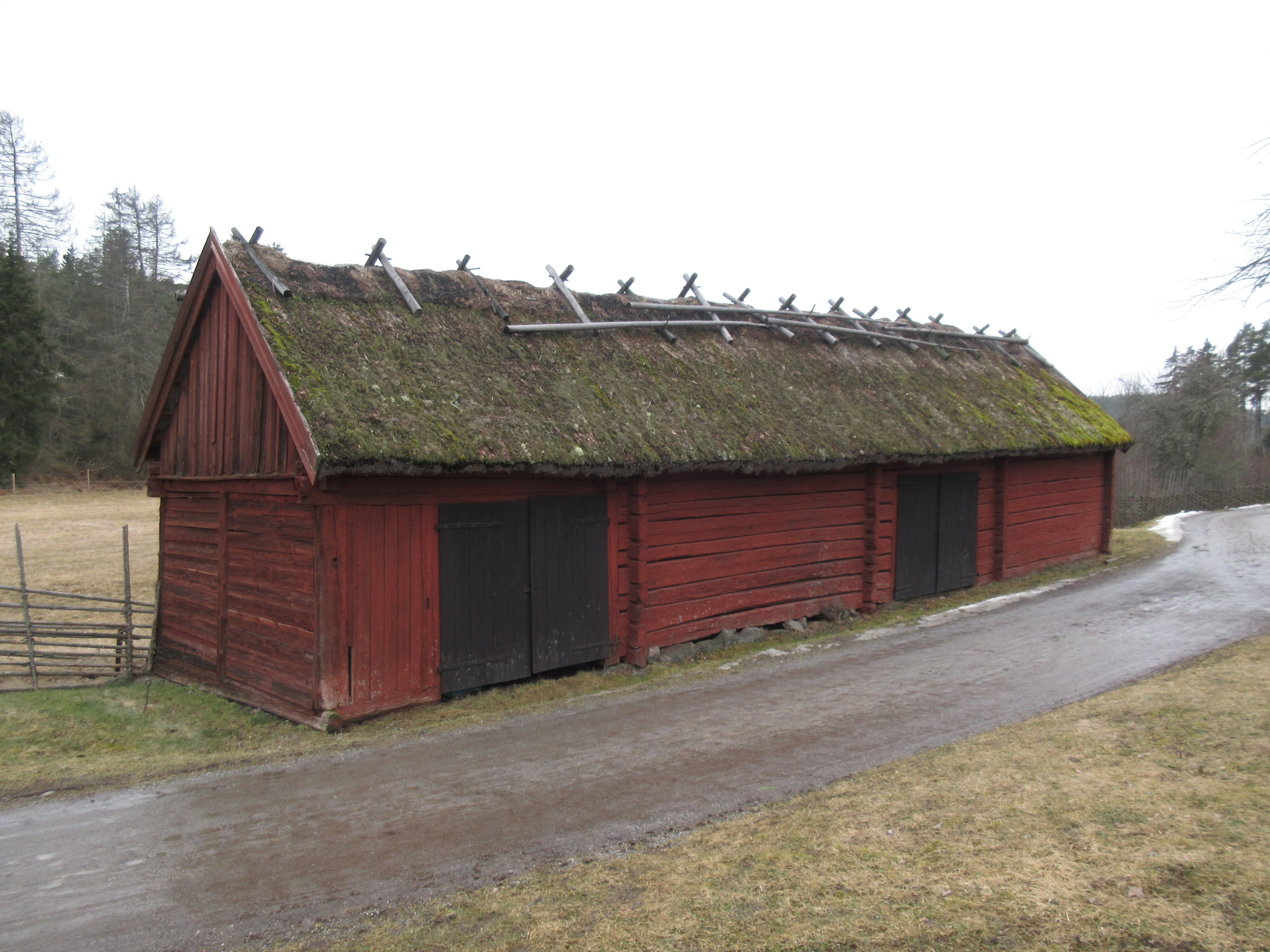
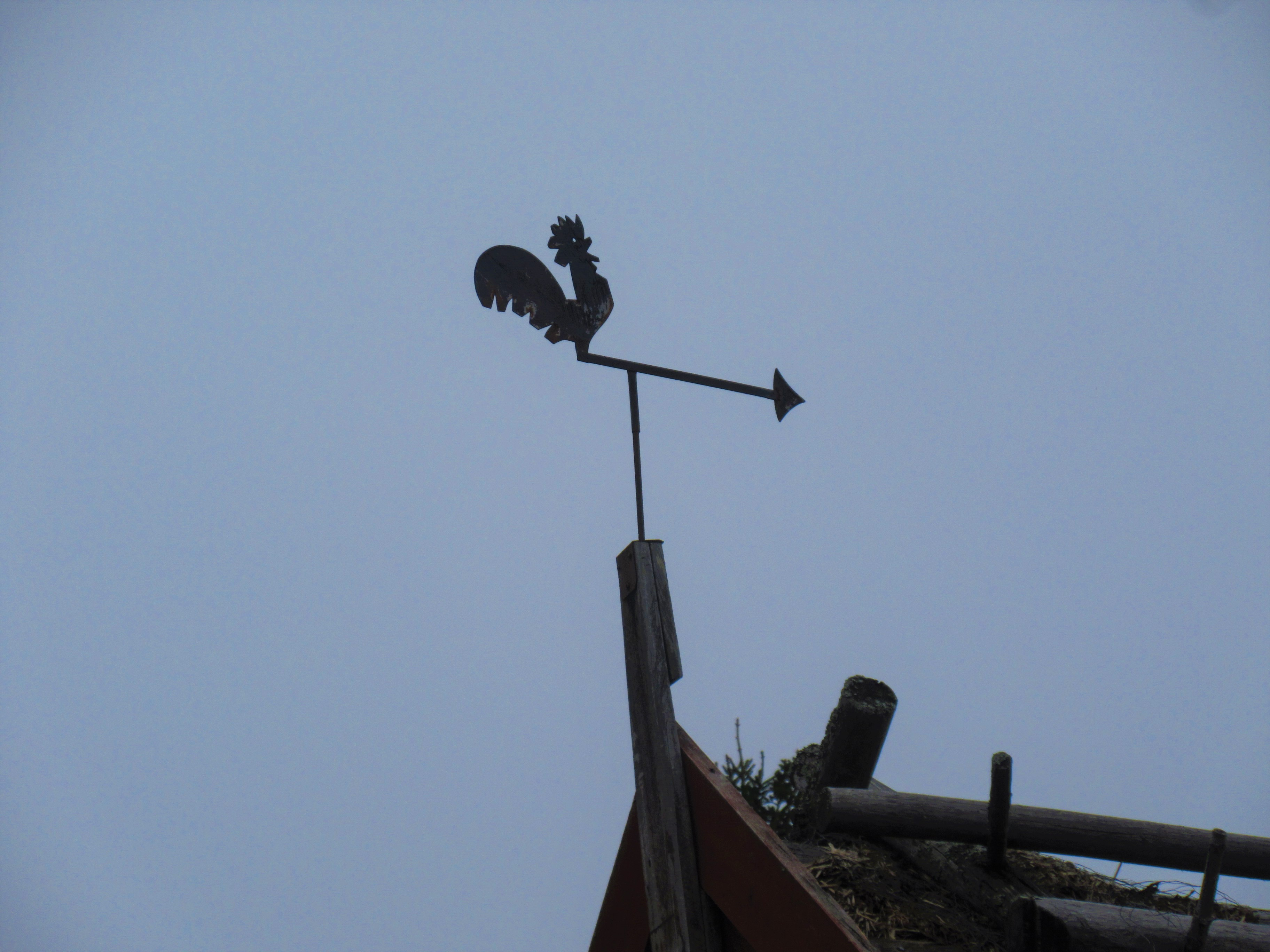
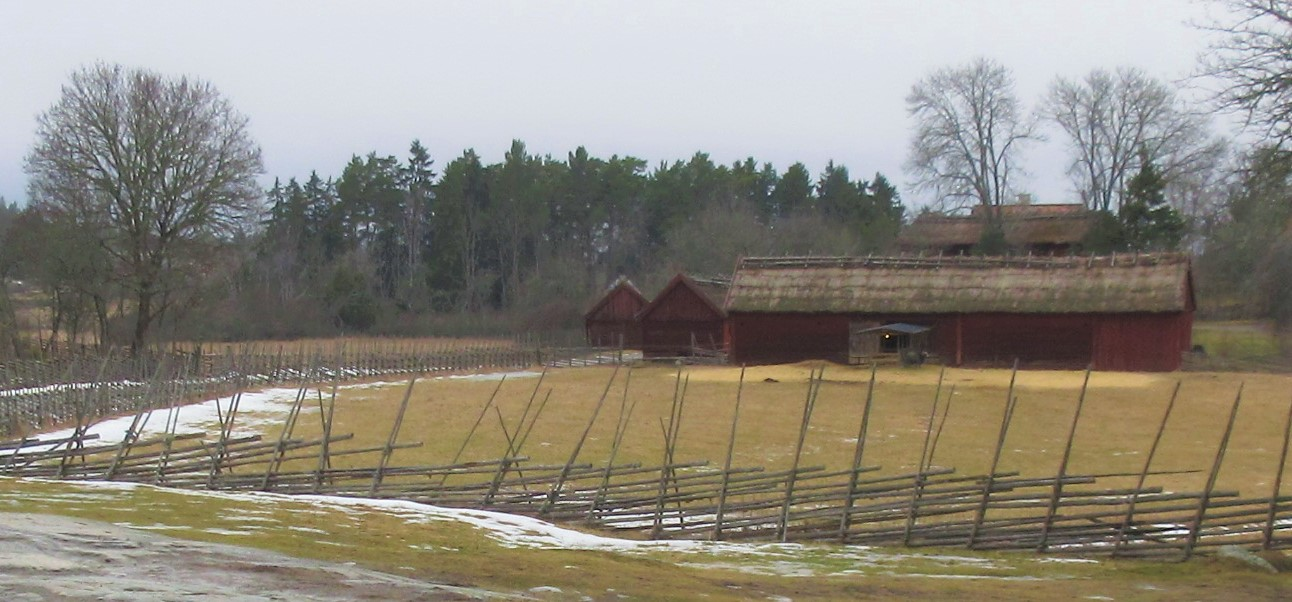
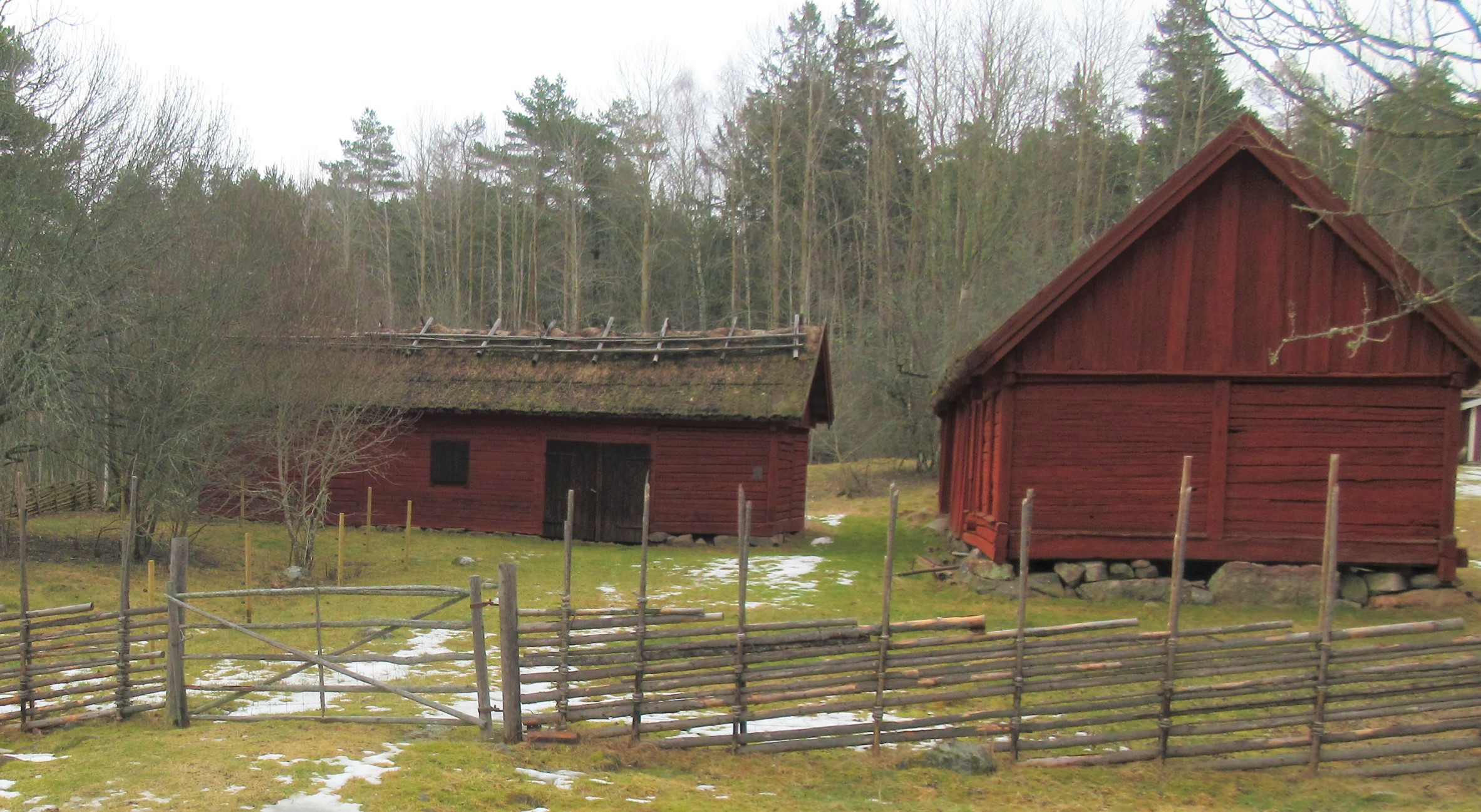
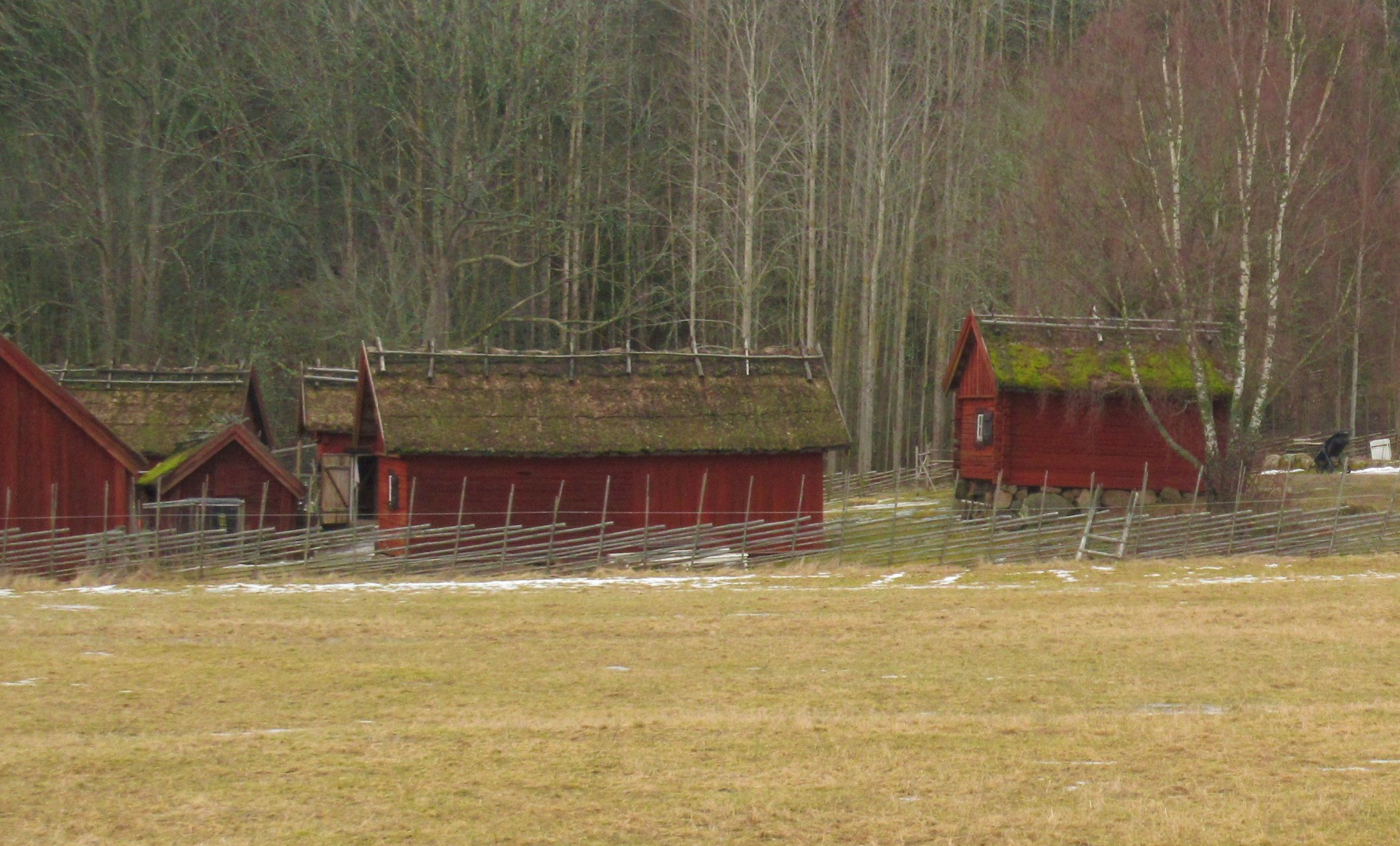
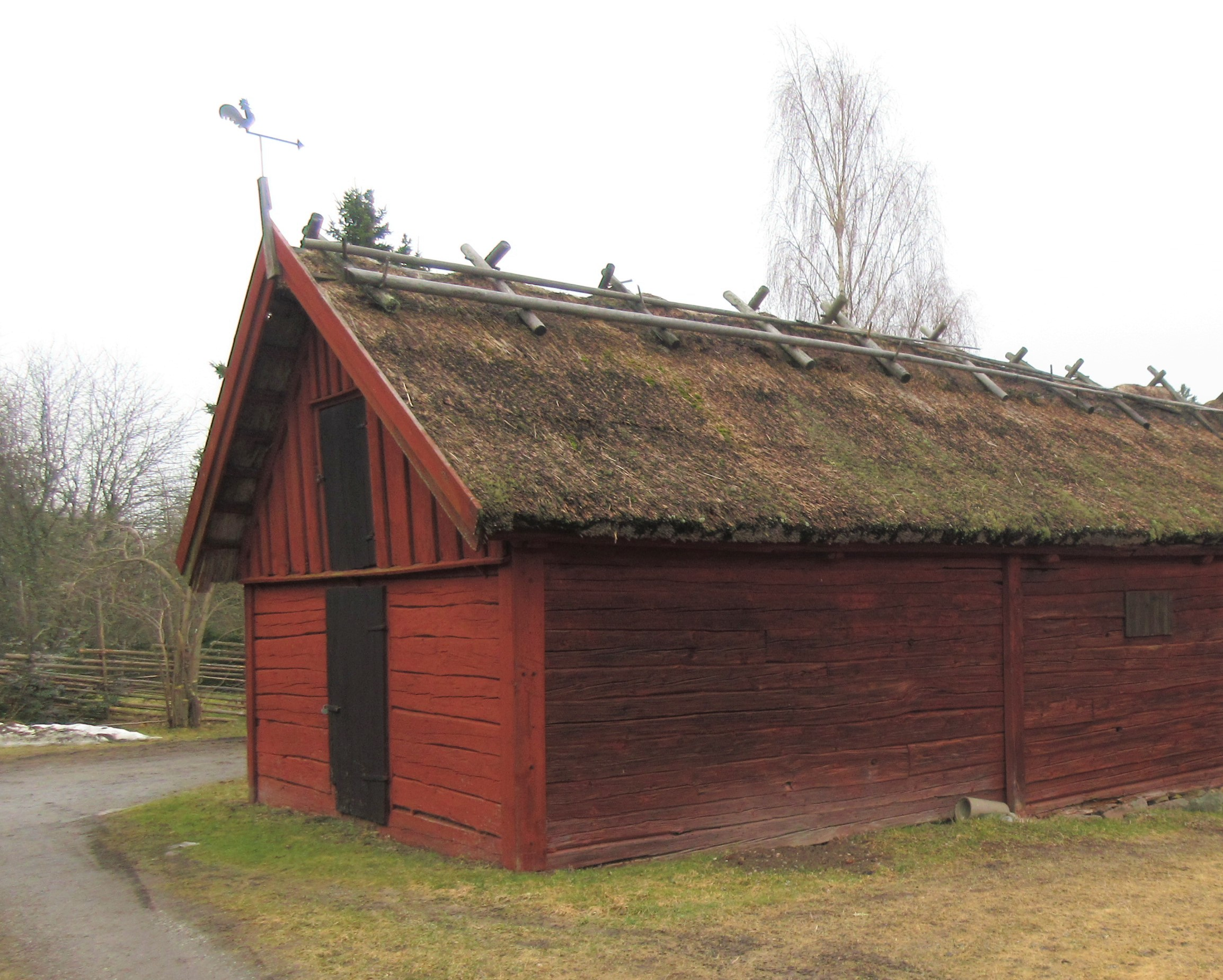
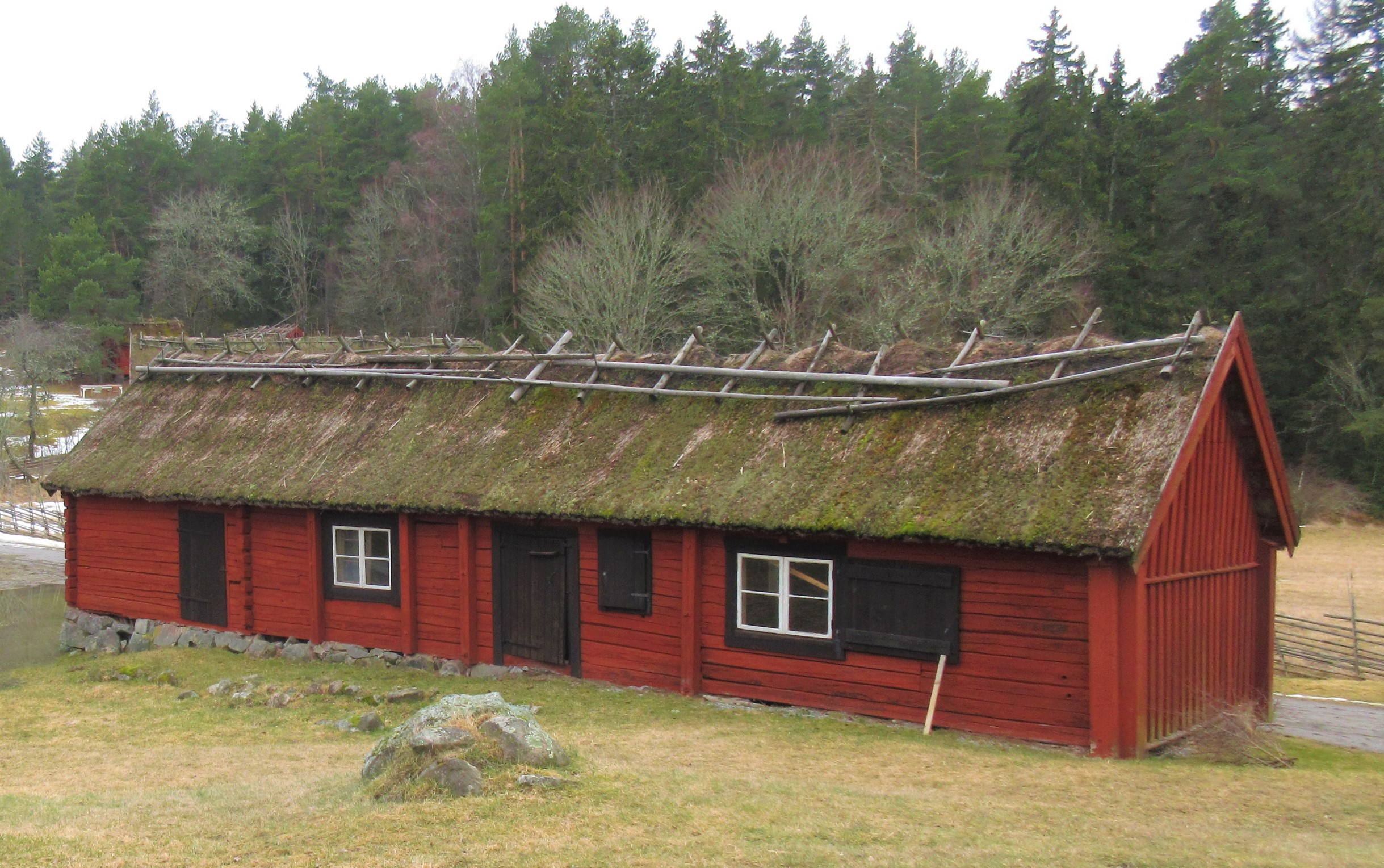
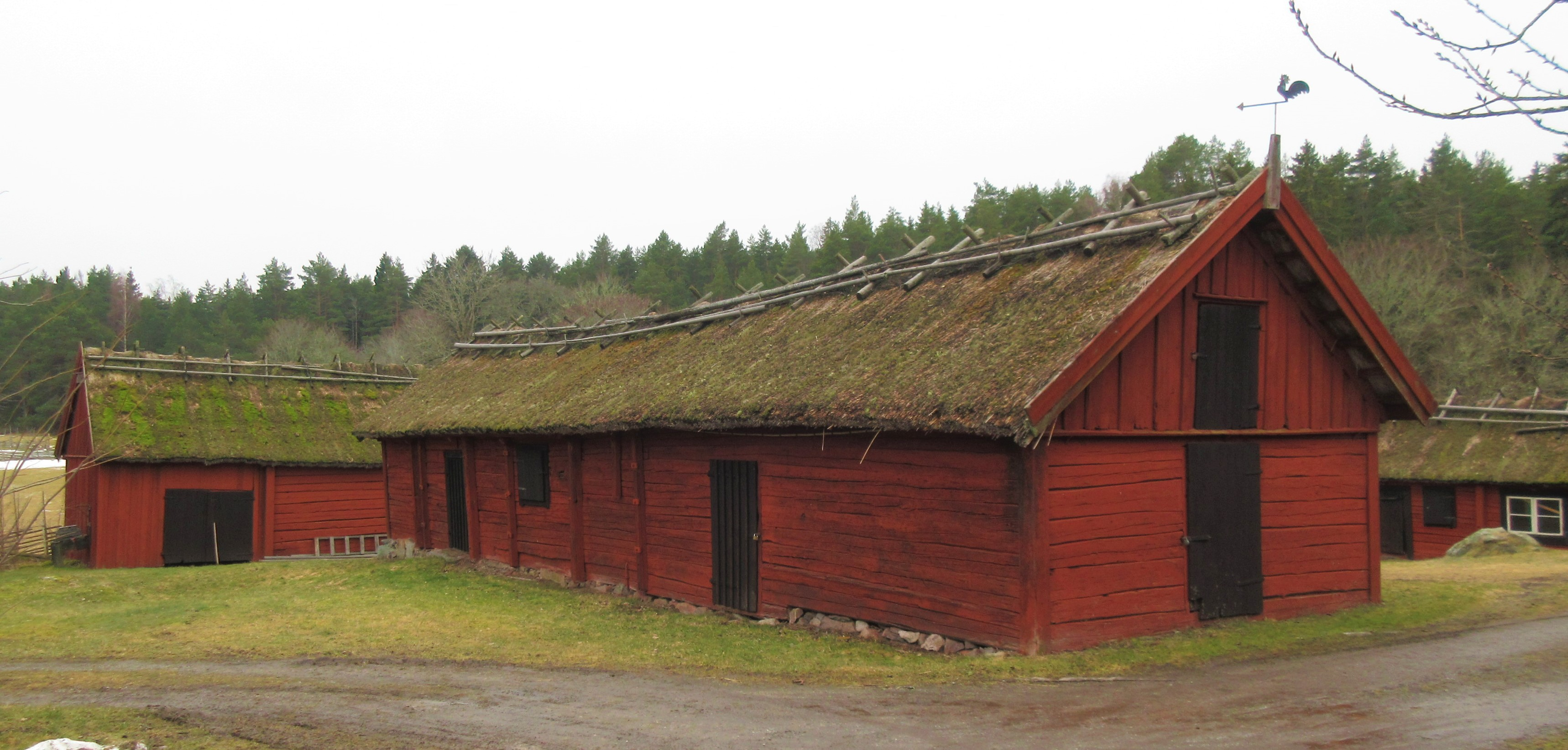